# تصفيات بطولة أمم إفريقيا للمحليين 2009
وضعت تصفيات بطولة أمم أفريقيا للمحليين 2009 39 فريقًا أفريقيًا في المنافسة. لقد تم القيام به في الفترة من 28 مارس إلى 14 ديسمبر 2008. تم إجراء المرحلة الأولية للخارج في الفترة من 28 إلى 30 مارس 2008 والعودة من 11 إلى 13 أبريل 2008. تم التنازع على الجولة الأولى من 2 إلى 4 مايو 2008 و العودة من 16 إلى 18 مايو 2008. عقدت الجولة الثانية من 28 إلى 30 نوفمبر 2008 والعودة من 12 إلى 14 ديسمبر. من أجل تجنب الرحلات الطويلة والمرهقة والمكلفة، تم تنفيذ عمليات التصفيات حسب المنطقة.

## شمال أفريقيا
الدور التمهيدي
| فريق 1 | النتيجة   | فريق 2          | المباراة 1 | المباراة 2 |
| ------ | --------- | --------------- | ---------- | ---------- |
| ليبيا  | 2–2 (6–5) | تونس تحت 23 سنة | 1–1        | 1–1        |

الدور الأول
| فريق 1  | النتيجة   | فريق 2         | المباراة 1 | المباراة 2 |
| ------- | --------- | -------------- | ---------- | ---------- |
| الجزائر | 2–2 (1–3) | المغرب         | 1–1        | 1–1        |
| ليبيا   | w/o       | مصر تحت 20 سنة | w/o        |            |

الدور الثاني
| فريق 1 | النتيجة | فريق 2 | المباراة 1 | المباراة 2 |
| ------ | ------- | ------ | ---------- | ---------- |
| المغرب | 3–4     | ليبيا  | 3–1        | 0–3        |

## المنطقة الغربية أ
الدور التمهيدي
| فريق 1 | النتيجة | فريق 2    | المباراة 1 | المباراة 2 |
| ------ | ------- | --------- | ---------- | ---------- |
| غامبيا | 1–1     | موريتانيا | 1–1        | 0–0        |

الدور الأول
| فريق 1    | النتيجة   | فريق 2 | المباراة 1 | المباراة 2 |
| --------- | --------- | ------ | ---------- | ---------- |
| السنغال   | 0–0 (5–4) | مالي   | 0–0        | 0–0        |
| موريتانيا | 3–3       | غينيا  | 2–2        | 1–1        |

الدور الثاني
| فريق 1 | النتيجة   | فريق 2  | المباراة 1 | المباراة 2 |
| ------ | --------- | ------- | ---------- | ---------- |
| غينيا  | 1–1 (1–3) | السنغال | 1–0        | 0–1        |

## المنطقة الغربية ب
الدور التمهيدي
| فريق 1 | النتيجة | فريق 2 | المباراة 1 | المباراة 2 |
| ------ | ------- | ------ | ---------- | ---------- |
| غانا   | 4–1     | النيجر | 2–0        | 2–1        |
| توغو   | w/o     | بنين   | w/o        |            |

الدور الأول
| فريق 1  | النتيجة | فريق 2       | المباراة 1 | المباراة 2 |
| ------- | ------- | ------------ | ---------- | ---------- |
| غانا    | 4–2     | توغو         | 2–0        | 2–2        |
| نيجيريا | 4–1     | بوركينا فاسو | 2–0        | 2–1        |

الدور الثاني
| فريق 1 | النتيجة | فريق 2  | المباراة 1 | المباراة 2 |
| ------ | ------- | ------- | ---------- | ---------- |
| غانا   | 3–2     | نيجيريا | 3–2        | 0–0        |

- غانا qualified to CHAN - ساحل العاج 2009.

## المنطقة الوسطى
الدور التمهيدي
| فريق 1                 | النتيجة | فريق 2 | المباراة 1 | المباراة 2 |
| ---------------------- | ------- | ------ | ---------- | ---------- |
| جمهورية أفريقيا الوسطى | 0–2     | اغابون | 0–2        | w/o        |
| الكونغو                | w/o     | تشاد   | Abd        |            |

- The اتحاد تشاد لكرة القدم was suspended by CAF following a similar suspension by the الاتحاد الدولي لكرة القدم due to the country's violation of the article guaranteeing the independence of FIFA member associations. so Chad team was disqualified[1]

الدور الأول
| فريق 1                     | النتيجة | فريق 2  | المباراة 1 | المباراة 2 |
| -------------------------- | ------- | ------- | ---------- | ---------- |
| الكاميرون                  | 3–2     | الغابون | 1–2        | 2–0        |
| جمهورية اكونغو الديمقراطية | 4–2     | الكونغو | 3–0        | 1–2        |

الدور الثاني
| فريق 1    | النتيجة | فريق 2                      | المباراة 1 | المباراة 2 |
| --------- | ------- | --------------------------- | ---------- | ---------- |
| الكاميرون | 0–3     | جمهورية الكونغو الديمقراطية | 0–2        | 0–1        |

## المنطقة الجنوبية
الدور التمهيدي
| فريق 1   | النتيجة | فريق 2  | المباراة 1 | المباراة 2 |
| -------- | ------- | ------- | ---------- | ---------- |
| ملاوي    | 2–2     | موزمبيق | 2–1        | 0–1        |
| إسواتيني | 1–4     | زامبيا  | 1–1        | 0–3        |

الدور الأول
| فريق 1       | النتيجة | فريق 2   | المباراة 1 | المباراة 2 |
| ------------ | ------- | -------- | ---------- | ---------- |
| موزمبيق      | 1–2     | أنغولا   | 1–1        | 0–1        |
| بوتسوانا     | 1–3     | زامبيا   | 1–0        | 0–3        |
| زيمبابوي     | 1–0     | ناميبيا  | 0–0        | 1–0        |
| جنوب أفريقيا | w/o     | موريشيوس | w/o        |            |

الدور الثاني
| 30 نوفمبر 2008 | أنغولا | 0–1 | زامبيا        | ملعب القلعة, لواندا |
| 15:35          |        |     | 26' سينغولوما |                     |

| 13 ديسمبر 2008 | زامبيا                    | 2–1 | أنغولا                | ملعب كونكولا, تشيليلابومبوي |
| 15:00          | سينغولوما 30' · نجوفو 87' |     | 42' (ركلة.) سيباستياو |                             |

## المنطقة الوسطى والشرقية
الدور التمهيدي
| فريق 1  | النتيجة | فريق 2  | المباراة 1 | المباراة 2 |
| ------- | ------- | ------- | ---------- | ---------- |
| رواندا  | 1–0     | بوروندي | 1–0        | 0–0        |
| كينيا   | 1–2     | تنزانيا | 1–0        | 0–2        |
| إريتريا | 2–5     | أوغندا  | 2–2        | 0–3        |

الدور الأول
| فريق 1  | النتيجة | فريق 2 | المباراة 1 | المباراة 2 |
| ------- | ------- | ------ | ---------- | ---------- |
| السودان | 5–1     | رواندا | 4–0        | 1–1        |
| تنزانيا | 3–1     | أوغندا | 2–0        | 1–1        |

الدور الثاني
| فريق 1  | النتيجة | فريق 2  | المباراة 1 | المباراة 2 |
| ------- | ------- | ------- | ---------- | ---------- |
| تنزانيا | 5–2     | السودان | 3–1        | 2–1        |

## المنتخبات المتأهلة
| - ساحل العاج - غانا - ليبيا - جمهورية الكونغو الديمقراطية |  | - السنغال - تنزانيا - زامبيا - زيمبابوي |